# Richard Drax
Richard Grosvenor Plunkett-Ernle-Erle-Drax (né le 29 janvier 1958) est un homme politique britannique du Parti conservateur, propriétaire foncier, journaliste et député de South Dorset entre 2010 et 2024.

## Jeunesse et éducation
Richard Drax est né le 29 janvier 1958 à Westminster, Londres, dans la famille propriétaire foncière Drax. Il fait ses études privées à Harrow School avant d'aller au Royal Agricultural College de Cirencester où il obtient un diplôme en gestion des terres rurales en 1990, puis un diplôme supplémentaire en journalisme en 1995,.

## Carrière

### Service militaire
Drax rejoint l'Académie royale militaire de Sandhurst et est Officier dans les Coldstream Guards le 9 décembre 1978 en tant que sous-lieutenant. Il est promu lieutenant le 9 décembre 1980 avant d'être transféré à la Réserve des officiers de l'armée régulière après le service actif le 9 décembre 1983, mettant fin à sa première période de service militaire à temps plein.
Drax est réintégré sur la liste active le 10 septembre 1984, commençant sa deuxième et dernière période de service régulier. Il conserve le grade de lieutenant avec ancienneté à partir du 10 septembre 1981 et est promu capitaine le 10 mars 1986.
Il quitte l'armée britannique le 9 septembre 1987, prenant ainsi sa retraite après neuf ans de service en tant que Coldstreamer.

### Journalisme
Drax travaille comme journaliste à l'Evening Press de York en 1991 avant de rejoindre BBC South où il travaille à la fois à la radio et à la télévision, notamment dans le programme quotidien d'information télévisée South Today.

### Carrière parlementaire
Il est sélectionné comme candidat parlementaire  conservateur en juillet 2006. En 2009, il est critiqué par ses rivaux politiques pour avoir « caché ses racines aristocratiques » en n'utilisant pas son nom complet à quatre noms. Il est suggéré que David Cameron, alors chef du Parti conservateur, avait demandé aux riches candidats conservateurs de raccourcir leur nom pour paraître plus en contact avec les gens normaux. Drax nie ces accusations, affirmant qu'il a utilisé la version abrégée de son nom uniquement à cause d'une "raison logistique", tandis que les commentaires de Cameron étaient une "blague à jeter".
Aux élections générales de 2010, Drax est élu député de South Dorset avec 45,1 % des voix et une majorité de 7 443 voix,,. Il est réélu député de South Dorset aux élections générales de 2015 avec une part de voix de 48,7 % et une majorité de 11 994 voix.
Drax fait campagne pour le Brexit lors du référendum de 2016.
Lors des élections générales anticipées de 2017, Draxest réélu, avec une part des voix de 56,1 % et une majorité de 11 695 voix.
En avril 2019, dans un discours à la Chambre des communes, Drax déclare qu'il a « fait le mauvais choix » en soutenant l'accord du gouvernement sur le Brexit et appelle à la démission de Theresa May si elle ne parvenait pas à faire sortir le Royaume-Uni de l'UE d'ici 12 avril. Drax félicite le successeur de May, Boris Johnson, pour avoir conclu un accord commercial en décembre 2020 , mais en février 2021, il exprime ses inquiétudes concernant le Protocole sur l'Irlande du Nord et la perturbation des échanges commerciaux en Irlande du Nord.
Il est réélu aux élections générales de 2019, avec une part des voix de 58,8 % et une majorité de 17 153 voix.
En mai 2022, Drax critique la décision du chancelier de l'Échiquier Rishi Sunak d'introduire une taxe exceptionnelle sur les entreprises pétrolières et gazières pour financer le soutien économique du public pendant la crise du coût de la vie, l'accusant de « jeter de la viande rouge aux socialistes ».
Drax soutient Suella Braverman lors des élections à la direction du Parti conservateur de juillet 2022. Après l'élimination de Braverman, il soutient Liz Truss.
Il soutient Boris Johnson lors des élections à la direction du Parti conservateur d'octobre 2022. Drax vote contre le cadre de Windsor.
Lors des élections générales de 2024 au Royaume-Uni, Drax perd face au candidat travailliste Lloyd Hatton.

## Famille
Drax vit dans le siège ancestral de sa famille, Charborough House – un manoir classé Grade I dans la campagne du Dorset. Il est le plus grand propriétaire foncier individuel du Dorset, possédant environ 14 000 acres (5 666 ha). Il est également propriétaire du domaine agricole de l'abbaye d'Ellerton à Swaledale, dans le Yorkshire du Nord.
Il est le fils aîné de Henry Walter Plunkett-Ernle-Erle-Drax (1928-2017) et de Pamela Weeks (1931-2019) et petit-fils de l'amiral Reginald Drax, fils cadet du 17e Lord Dunsany. Son grand-oncle est l'écrivain et dramaturge le 18e Lord Dunsany, et un de ses cousins est le 19e et actuel Lord Dunsany.
Sa première épouse Zara Legge-Bourke, est la sœur cadette de la nounou royale Tiggy Legge-Bourke, parente du comte de Dartmouth. Ils divorcent en 1997. Sa seconde femme, Eliza, est la fille du commandant James Dugdale, qu'il épouse en 1998. Drax s'est remarié à sa troisième femme, Elsebet Bødtker, d'origine norvégienne, et a quatre enfants au total.
Une enquête menée en 2020 par The Guardian révèle que Richard Drax possède et cultive toujours du sucre dans le domaine Drax Hall à la Barbade, où des esclaves ont été exploités, et qui a fait la fortune de la famille. En 2023, le gouvernement de la Barbade annonce qu'il demande réparation à Drax pour l'implication de ses ancêtres dans l'esclavage. La Commission des réparations souhaite que Drax Hall soit restitué à la Barbade et transformé en musée. Cependant, en 2024, l'affaire est abandonnée en raison de l'opposition du public au projet d'achat.